# Saison 1897-1898 des Sénateurs d'Ottawa
Autres saisons
Saison précédente Saison suivante
La saison 1897-1898 de hockey sur glace est la treizième à laquelle participe le Club de hockey d'Ottawa.

## Classement
| Clt   | Équipe                  | PJ | V | D | N | BP | BC | Pts |
| ----- | ----------------------- | -- | - | - | - | -- | -- | --- |
| +001, | Victorias de Montréal   | 8  | 8 | 0 | 0 | 53 | 33 | -   |
| +002, | AAA de Montréal         | 8  | 5 | 3 | 0 | 34 | 21 | -   |
| +003, | Shamrocks de Montréal   | 8  | 3 | 5 | 0 | 25 | 36 | -   |
| +004, | Bulldogs de Québec      | 8  | 2 | 6 | 0 | 29 | 35 | -   |
| +005, | Club de hockey d'Ottawa | 8  | 2 | 6 | 0 | 28 | 44 | -   |

- Champion de l'AHAC

## Meilleurs marqueurs
| Joueur          | PJ | B |
| --------------- | -- | - |
| H. Hutchinson   | 8  | 8 |
| Fred White      | 6  | 7 |
| Charlie Spittal | 7  | 5 |
| Alf Living      | 5  | 3 |
| Weldy Young     | 8  | 2 |

## Matchs après matchs
| No | Date       | Visiteurs | Résultat | Domicile  | Fiche |
| -- | ---------- | --------- | -------- | --------- | ----- |
| 1  | 8 janvier  | Ottawa    | 1-2      | Shamrocks | 0-1-0 |
| 2  | 15 janvier | Ottawa    | 4-3      | Québec    | 1-1-0 |
| 3  | 29 janvier | AAA       | 4-3      | Ottawa    | 1-2-0 |
| 4  | 5 février  | Ottawa    | 4-12     | Victorias | 1-3-0 |
| 5  | 12 février | Victorias | 9-5      | Ottawa    | 1-4-0 |
| 6  | 19 février | Ottawa    | 4-6      | AAA       | 1-5-0 |
| 7  | 26 février | Québec    | 5-6      | Ottawa    | 2-5-0 |
| 8  | 5 mars     | Shamrocks | 3-1      | Ottawa    | 2-6-0 |

## Effectif
- Gardien de buts : Fred Chittick
- Joueurs : H. Hutchinson, Alf Living, Harvey Pulford, Charlie Spittal, Harry Westwick, Patrick Baskerville, Dave Gilmour, H. Rosenthal, Fred White et  Weldy Young